# مارك أ. غبريال
الدكتور مارك أ غبريال مصري الأصل تخرج من جامعة الأزهر في القاهرة والآن هو يعيش في الولايات المتحدة. الدكتور مارك محاضر وخبير معترف به دوليا في شؤون الإسلام والمسيحية والشرق الأوسط. غيرإسمه المسلم رسميا واستبدله باسم مسيحي. يسافر في جميع أنحاء العالم كمتحدث ولقد ساعد حكومات مختلفة حول العالم كمستشار في شؤون مكافحة الإرهاب. ألف العديد من أفضل الكتب مبيعا حول الإسلام والمسيحية. وقد ترجمت بعض كتبه إلى أكثر من 50 لغة. من أشهر ما كتب هو كتاب الإسلام والإرهاب، وكتاب يسوع ومحمد.

## سيرته الذاتية
نشآ الدكتور مارك في مصر كمسلم متدين وحفظ القرآن كله قبل سن 12. درس التاريخ والحضارة الإسلامية في جامعة الأزهر في القاهرة، الجامعة الإسلامية الأكثر شهرة في العالم. بعد حصولة على درجة الدكتوراه في السياسة الخارجية للخليفة الأموى الوليد ابن عبد الملك، عمل هناك محاضرا لأكثر من 6 سنوات. وبعد تحوله من الإسلام إلى المسيحية تعرض للإضطهاد في بلاده مما دعاه لأن يترك وطنه مصر مهاجرآ إلى جنوب أفريقيا.
لم تمض بضعة سنوات على إقامته في جنوب إفريقيا حتى تعرضت حياته للخطر مرة أخرى وعانى من الاضطهاد بسبب أنشطته العامة في الكتابة والتحدث لأجهزة الإعلام وفي عام 2000. هاجر إلى الولايات المتحدة بحثآ عن مكان آمن وأيضآ ليتابع دراساته التي كان قد بدأها في جامعة ستيلينبوش في كيب تاون.
الآن يواصل الدكتور مارك أسفاره حول العالم محاضرآ في جامعات عديدة ومتحدثآ في الكثير من المؤتمرات الدولية.

## التعليم والمؤهلات
الدكتور مارك حاصل على درجة الليسانس (1984)، والماجستير (1988) والدكتوراه(1990) من جامعة الأزهر في القاهرة. كما أنه حاصل على الدكتوراه في التعليم المسيحى (2002) من جامعة فلوريدا المسيحية وعلى درجة الماجستير في مقارنة الأديان من كلية اللاهوت الإنجيلية في ولاية كارولينا الشمالية (2013).

## انظر ايظا
- بهاء الدين أحمد حسين العقاد
- ابن وراق

## وصلات خارجية
- الحلقة الأولى من مقابلة مع مارك أ غبريال على برنامج سؤال جريء
- الحلقة الثانية من مقابلة مع مارك أ غبريال على برنامج سؤال جريء